# Baidu Maps
Baidu Maps ou Beidu Maps est un service de cartographie en ligne chinois.
Il est disponible depuis n'importe quel navigateur.

## Historique
La cartographie de la Chine avait en 2011 un rendu visuel original, utilisant des dessins rappelant le jeu vidéo SimCity, à la place des images satellites classiques.

## Panorama
Panorama est l'équivalent de Street View sur Google Maps. La fonction a été lancée le 21 août 2013.